# هيثم كيلاني
هيثم الكيلاني (6 أغسطس 1926 - 2007) هو دبلوماسي وكاتب سوري سابق.

## حياته
تخرج هيثم الكيلاني من الكلية الحربية بحمص عام 1945. ثم سافر إلى باريس وتلقى المزيد من التدريب في المدرسة العسكرية للقوات الجوية هناك. وفي عام 1946 عاد إلى القوات المسلحة في سوريا المستقلة حديثاً. خدم في عهد الرئيس حسني الزعيم كمساعد عسكري. ولم يشارك في محاولات الانقلاب في ظل الوضع السياسي المضطرب في البلاد وواصل عمله في الجيش. وفي عام 1957 عُيّن قائداً عاماً للقوات الجوية. وشغل منصب نائب قائد القوات الجوية في القاهرة في الجمهورية العربية المتحدة. وبعد عودته من مصر أصبح أميناً عاماً لوزارة الإعلام.
كان سفيراً لسوريا منذ عام 1962، عمل بالجزائر العاصمة إلى غاية 1963، ثم بالرباط من 1966 إلى 1967. وفي الفترة من 1967 إلى 1969 كان أميناً عاماً لوزارة الخارجية. وفي الفترة من 14 أغسطس 1969 إلى 25 يوليو 1970، كان يمثل حكومة نور الدين الأتاسي في برلين، عاصمة جمهورية ألمانيا الديمقراطية، ومثل حكومة حافظ الأسد في مقر الأمم المتحدة من عام 1972 إلى عام 1975.

## مؤلفاته
1. اغتيال فلسطين.
2. الأمن القومي العربي على مشارف القرن الحادي والعشرين.
3. الإرهاب يؤسس دولة: نموذج إسرائيل.
4. الاستراتيجية العسكرية العربية.
5. التسوية السلمية للصراع العربي - الإسرائيلي : وتأثيرها في الأمن العربي.
6. الجانب العسكري في النضال من أجل الوحدة العربية.
7. الجولان في حاضره و مستقبله.
8. الحرب العالمية الثالثة: (الخوف الكبير).
9. العرب والصهيونية والقرن الحادي والعشرون.
10. القدس والحال الفلسطيني: وقراءات في الأمن القومي العربي.
11. الموقع الاستراتيجي العربي.
12. بعد خمسين عاما حرب 1948: مسببات ووقائع ميدانية.
13. تحدى الحرب: قرنان من الحروب و الثورات.
14. تركيا والعرب: دراسة في العلاقات العربية - التركية.
15. دراسة في العسكرية الإسرائيلية
16. مقالات: دينية سياسية.